# 柳沢氏
柳沢氏（やなぎさわし）は、武家・華族だった日本の氏族。甲斐武田氏の遺臣で、近世には柳沢吉保（房安、保明）が将軍徳川綱吉に仕え、甲府城主15万1200石となる。維新後は華族に列し伯爵家となる。

## 歴史

### 江戸時代以前

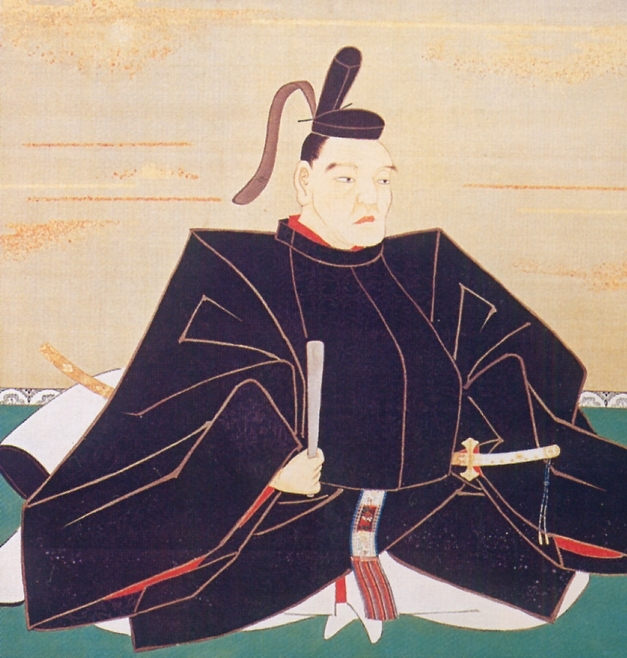
「柳沢吉保像」（一蓮寺蔵、部分）

柳沢氏は甲斐源氏の一族である甲斐一条氏の後裔と称した甲斐青木氏の支流で、戦国期には甲斐守護武田氏の家臣となり、甲斐国北西部に土着した辺境武士団・武川衆の一員となった。その後天正8年（1580年）、柳沢信兼が上野国膳城攻めの際に軍令を破り切腹となると、武川衆・青木氏の出身で横手家を継いでいた横手信俊が信兼の名跡を継ぎ、柳沢信俊と名を改めた。武田氏滅亡後、信俊は武田遺臣として徳川家康に仕え、家康の関東移封に伴い武蔵国鉢形に所領を得た。
信俊の死後、嫡男の安吉が家督を継ぎ、初め江戸幕府旗本となるが、元和8年（1622年）に駿河大納言徳川忠長家臣となり、忠長改易の後は浪人となった。しかし寛永17年（1640年）、安吉は幕府より再出仕を命じられ、宝蔵番や本丸広敷番頭等を歴任し、430俵取りの旗本となり、柳沢宗家としてその後も存続した。
また、安吉の次男吉次も慶安3年（1650年）に出仕を命じられ、徳川家綱付き小十人となった。子（養子）の信尹の代にはたびたび加増され800石取りの旗本となり、その後も代々勤仕を続け、明治維新を迎えた（柳沢吉次流柳沢氏、柳沢八郎右衛門家）。
一方、信俊の四男安忠は兄・安吉と同様に、徳川忠長家臣を経て浪人となるが、その後館林藩主の徳川綱吉に仕えた。子の吉保は5代将軍となった綱吉に重用され、延宝8年（1680年）に小納戸となったのを皮切りに、その後側用人、老中格、大老格に就任し、当時の幕政を主導した。また、吉保は老中格就任と同年の元禄7年（1694年）に武蔵国川越藩7万石の藩主に封じられて初めて大名となった。同14年（1701年）には松平姓を許され、宝永元年（1704年）には、それまでは徳川家一門のみが歴代藩主として就いていた甲府藩15万石の藩主となった。宝永6年（1709年）に綱吉が死去すると、吉保は政治状況の時流を賢く判断して隠居し、嫡男の吉里に家督を譲った。その際に、吉保の四男経隆と五男時睦はそれぞれ1万石の所領を内分分知の形で与えられ、甲府新田藩主となった。
なお、柳沢家と武田氏宗家の高家武田家とは密接な関係にあり、吉保は武田信玄の次男龍芳（海野信親）の子孫を高家として復活させている。また、武田信明、信之、信保（柳沢保申の次男）が養子入りして武田家当主を継いでおり、信保の血筋で現在まで続いている。
享保9年（1724年）に甲斐一国の幕府直轄領化に伴い、大和国郡山藩に転封となると、吉里は柳沢氏郡山藩15万石の藩主となった。また、吉里の郡山藩への転封に伴い甲府新田藩は廃藩となり、新たに経隆は越後国黒川藩1万石の藩主に、時睦は越後国三日市藩1万石の藩主となった。以後郡山藩をはじめとして3藩ともに廃藩置県まで存続した。

### 明治以降
王政復古後の慶応4年（1868年）1月2日に元将軍徳川慶喜らが鳥羽・伏見の戦いを起こしたのを受けて新政府は1月10日に慶喜追討令を下し、慶喜は朝敵となった。1月27日に政府は賜松平姓を受けていた大名家に対し「徳川慶喜反逆二付テハ松平之苗字ヲ称シ居候族ハ（略）速二各本姓二復」すことを命じる布告を出しているが、最後の郡山藩主松平保申（柳沢保申）はそれよりも早く1月16日の段階で松平姓を廃棄して柳沢姓に戻し、政府に恭順する意思を示した。
その後明治2年（1869年）の版籍奉還で郡山藩知事に任じられるとともに華族に列し、明治4年の廃藩置県まで藩知事を務めた。最後の黒川藩主柳沢光邦と最後の三日市藩主柳沢徳忠も同様に藩知事を経て廃藩置県を迎えた。
明治17年（1884年）に制定された華族令により華族が五爵制になると、宗家の保申は旧中藩知事として伯爵、黒川の光邦と三日市の徳忠は旧小藩知事としてそれぞれ子爵となった。
宗家の柳沢保申伯爵の跡を継いだ柳沢保恵伯爵は統計学を学んで早稲田大学の統計学講師となり、国際統計会議にもたびたび出席。各市の市勢調査にも積極的に参加し、財団法人柳沢統計研究所を創設した。実業家としても活躍し、第一生命保険、株式会社高等演芸場（有楽座）を創設。東京市会議員に三期当選した後、貴族院の伯爵議員に当選。その跡を継いだ柳沢保承伯爵も実業家として太平洋海上火災保険を設立し、貴族院伯爵議員、官僚として活躍。
分家の黒川柳沢子爵家の光邦、およびその跡を継いだ柳沢光治子爵も貴族院の子爵議員に当選した。
宗家の柳沢伯爵家の邸宅は東京市芝区田町にあった。分家の黒川柳沢子爵家の邸宅は東京市世田谷区経堂町にあった。
2010年（平成22年）11月2日、柳沢氏発祥の地に当たる現在の山梨県北杜市武川町柳沢に「柳沢氏発祥の地」碑が建立され、除幕式が行われた。

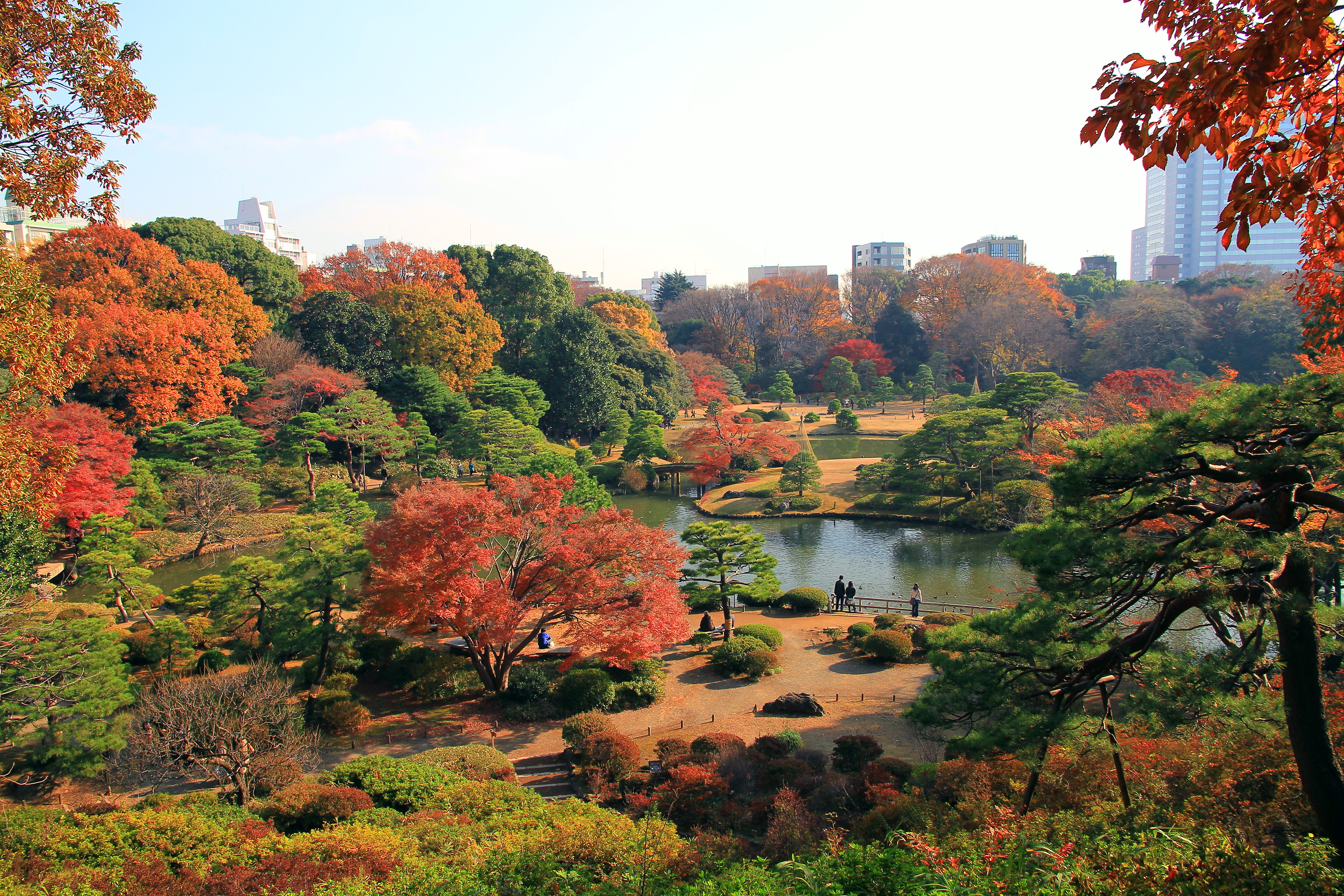
六義園

## 系図
柳沢氏の系図では『寛永諸家系図伝』『寛政重修諸家譜』所載の柳沢家系図が知られる。『寛永譜』では柳沢氏は青木氏から派生したものとし、武田信縄・信虎期に仕えた青木信定（青木尾張守）を初代とし、孫にあたる信俊の頃に柳沢氏を称したとしている。『寛永譜』において柳沢氏は他家との接点が無かったが、『寛政譜』においては旗本青木家と結び付けられている。『寛政譜』所収系図は柳沢吉保子孫に伝わる系図を基に作製したものとし、信興・信俊の代において青木家系図と結び付けられ、遠祖を武田氏庶流甲斐一条氏の一条時信に遡らせている。
奈良県大和郡山市の柳沢文庫には、郡山藩主時代の柳沢家に伝来した家系図が伝来しており、多くは年記がなく系統が不明であるが、このうち『尊卑分脈』『武田源氏一統系図』を基に作製された「清和源氏武田流甲斐国主系図」は柳沢家において重要視されていた系図で、武田家系図から一条家・青木家を経て柳沢家系図が記され、吉保の代に新規大名として成立した柳沢家の権威向上などを意図し、武田家の後継者とする意図で編纂されたものであると考えられている。

### 略系図
太字は当主、実線は実子、点線は養子。［　］内は、当主とならなかった人物。